# حكاية المتكلم

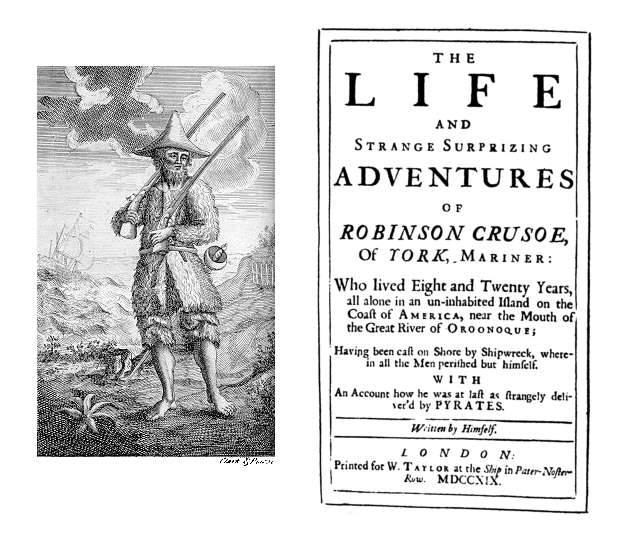

حكاية المتكلم هو نمط من رواية القصص فيه يسرد الراوي الأحداث من وجهة نظره مستعملا ضمير المتكلم المفرد أو الجمع.